# Trận Uy Hải Vệ

Ukiyo-e của Migita Toshihide mô tả quân Thanh đầu hàng quân Nhật sau trận Uy Hải Vệ

Trận Uy Hải Vệ là một cuộc bao vây kéo dài 23 ngày với các cuộc giao tranh trên bộ và trên biển trong cuộc Chiến tranh Thanh-Nhật. Trận chiến này xảy ra trong thời gian giữa ngày 20 tháng 1 và 12 tháng 2 năm 1895 ở Uy Hải, tỉnh Sơn Đông, Trung Quốc) giữa quân đội Nhật Bản thời Minh Trị và quân đội Mãn Thanh của Trung Quốc. Trận chiến diễn ra trong tiết trời đông giá rét và sau đó là một cơn bão tuyết dữ dội vào ngày 31 tháng 1 năm 1895 và ngày 1 tháng 2 năm 1895. Nhiệt độ hạ xuống còn -26 °C.

## Bối cảnh
Tập đoàn quân số 2 của Lục quân Đế quốc Nhật Bản dưới sự chỉ huy của Nguyên soái Ōyama Iwao, và bao gồm Sư đoàn địa phương số 2 (Sendai) của Trung tướng Sakuma, và Sư đoàn địa phương số 6 (Kumamoto) - thiếu Lữ đoàn 12 (khi đó vẫn còn ở Lữ Thuận Khẩu), dưới sự chỉ huy của Trung tướng Kuroki Tamemoto đã đổ bộ mà không vấp phải sự chống cự tại Jungcheng (Cựu Dung Thành ngày nay) ở tỉnh Sơn Đông từ ngày 20 – 24 tháng 1 năm 1895.
Sau khi thất bại tại Trận chiến sông Áp Lục và tổn thất căn cứ đầu não trong Trận Lữ Thuận Khẩu, tàn quân của Hạm đội Bắc Dương đã tập hợp lại tại căn cứ hải quân Uy Hải Vệ, trên bán đảo Sơn Đông, đối diện với Lữ Thuận Khẩu.

## Bộ chiến
Lục quân Nhật Bản cùng kéo về đồn Uy Hải dọc hai con đường, gặp phải sự kháng cự quyết liệt của Lục quân Bắc Dương của Mãn Thanh, phòng thủ thị trấn này với 60 khẩu đội pháo tại 12 công sự mặt đất, và có thể kêu gọi hỗ trợ từ những chiến thuyền bỏ neo cách bờ biển 2000 mét. Thiếu tướng Nhật Bản Odera hy sinh trong nỗ lực chiếm được thành, kéo dài 9 giờ đồng hồ vào ngày 1 tháng 2 năm 1895, và ngôi thành bị bỏ lại đã bị quân đội Nhật chiếm ngày sau đó.

## Hải chiến
Hạm đội Bắc Dương có 15 tàu chiến tại căn cứ hải quân Uy Hải Vệ. Trong đó có thiết giáp hạm Đinh Viễn và Trấn Viễn và 13 thuyền phóng lôi. Hải quân Đế quốc Nhật Bản có 25 tàu chiến và 16 thuyền phóng lôi, và do đó có lợi thế về quân số. Thêm vào đó, hạm đội Nhật Bản có thể nhờ vào hỏa lực từ lục quân, lục quân có thể bắn xuống khu thả neo từ tòa thành chiếm được trên đất liền.
Khi thất bại của quân Thanh đã rõ ràng, Đô đốc Nhật Bản Ito Sukeyuki đưa ra lời yêu cầu với Đô đốc Hạm đội Bắc Dương Đinh Nhữ Xương, hai người là bạn về mặt cá nhân. Trong bức thư này, ông thể hiện sự hối tiếc rằng những người bạn cũ vì nghĩa vụ mà phải gặp nhau trong cảnh thù địch, khâm phục tinh thần yêu nước sáng ngời của Đinh đô đốc bằng cách chỉ ra chính sách rút lui mà Đinh đã được chỉ thị để phòng thủ chỉ có thể kết thúc trong thảm họa, và rồi ông khuyên người bạn của mình tránh một thất bại chắc chắn và việc mất mạng không cần thiết bằng cách đầu hàng có điều kiện. Ito còn khuyên Đinh trở thành khách danh dự của nước Nhật cho đến hết chiến tranh, và sau đó trở về quê hướng để giúp Trung Quốc thi hành những chính sách của mình với nền tảng vững chắc. Khi Đinh đọc bức thư này, ông bị tác động mạnh mẽ và nói với thuộc hạ của mình: "Giết ta đi", ý rằng ông muốn chết một mình và để những người khác đầu hàng. Đinh đáp lại: "Tôi rất cảm ơn tình bạn của ngài Đô đốc, nhưng tôi không thể từ bỏ trách nhiệm của mình với quốc gia. Điều duy nhất còn lại tôi cần làm là được chết."
Hạm đội Nhật Bản bắt đầu chuỗi tấn công từ ngày 7 tháng 2 năm 1895. Các cuộc tấn công ban đêm của thuyền phóng lôi Nhật Bản đánh chìm tàu Đinh Viễn và 3 tàu lớn khác. Trong số 13 tàu phóng lôi Trung Quốc cố chạy đến Yên Đài, 6 bị tiêu diệt và 7 bị bắt giữ. Tàu Kinh Viễn bị đánh chìm ngày 9 tháng 2 năm 1895.
Sáng ngày 12 tháng 2 1895, Đinh đô đốc chính thức đầu hàng với những con tàu còn lại của Hạm đội Bắc Dương trên cảng và những đồn mà quân Thanh còn giữ. Đinh yêu cầu người Trung Quốc, các cố vấn quân sự, binh lính, và thường dân trên đất liền và trên biển ở quanh Uy Hải Vệ được rời đi mà không gặp sự cản trở, và đề xuất chỉ huy đội tàu chiến Anh-Trung sẽ bảo đạm việc thực thi điều kiện đầu hàng một cách trung thực.
Khi nhận được lá thư, Đô đốc Ito tổ chức một cuộc họp, nhiều sĩ quan của ông (cũng như các sĩ quan Lục quân) khuyên rằng không nên để người Trung Quốc đi, mà phải bắt làm tù binh. Tuy vậy, Đô đốc đánh giá rất cao nhân cách của Đinh Nhữ Xương và cống hiến của ông cho đất nước và đồng cảm sâu sắc với vị thế khó khăn của Đinh đô đốc, vì thế ông nhấn mạnh rằng, yêu cầu của Đinh đô đốc được chấp nhận.

## Sau trận đánh
Đinh Nhữ Xương từ chối lời đề nghị cá nhân của Ito về việc tị nạn chính trị tại Nhật Bản và tự sát.
Cờ Nhật được kéo lên trên các con tàu đã đầu hàng: chiến hạm Trấn Viễn, tuần dương hạm Bình Viễn, Tế Viễn, và Quảng Bình, cùng 6 pháo hạm khác. Với việc Uy Hải Vệ thất thủ và hải quân Nhật Bản hoàn toàn tiêu diệt Hạm đội Bắc Dương, và giành quyền kiểm soát tuyệt đối vịnh Bột Hải.
Trận đánh Uy Hải Vệ được coi là trận đánh lớn cuối cùng trong Chiến tranh Trung-Nhật lần thứ nhất, vì Trung Quốc tiến hành đàm phán hòa bình với Nhật Bản không lâu sau đó. Tuy vậy, trận Doanh Khẩu và nhiều trận đánh nhỏ khác sẽ diễn ra sau khi hiệp ước Shimonoseki chấm dứt chiến tranh được ký kết.